# أحمد بن إبراهيم النيسابوري

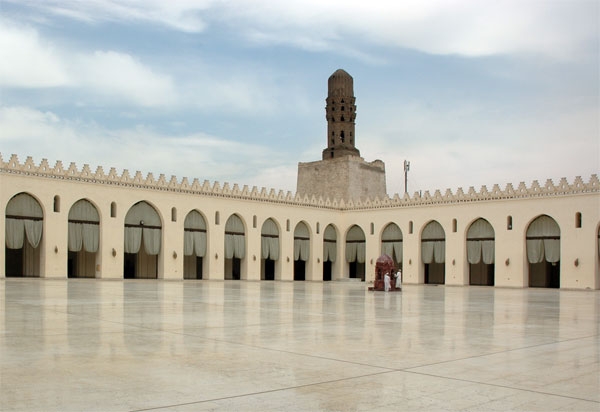
مسجد الحاكم بأمر الله، أحد معالم العصر الذهبي للدولة الفاطميَّة بالقاهرة.

أحمد بن إبراهيم النيسابوري عالمٌ إسماعيليٌ من نيسابور، دَخلَ في خِدمَة الخَليفَتَينِ الفَاطميّين العزيز بالله الفاطمي بين عامي 365 – 386 هـ / 975 – 996 م والحاكم بأمر الله الفاطمي بين عامي 386 – 411 هـ / 996 – 1021 م في القاهرة. ليسَ لدَينا سِوى القَليل جِداً مِنَ المَعْلوُماتِ عَن حَياته الشَّخصية، لكنَّ الكَثير مِنَ المَوهِبة والمُمَيِّزاتِ والخَلفِية الثَّقافيّة يُمكنُ لَمْلَمَتُها مِن بَين أَعمَالِه. إنَّ نِسبَتَهٌ بالنيشابوري أو النيسابوري باللغة العربية تُوحِي بِأَنّه أَتَى من نَيْسَابُور، مَركِز الدَّعوَة الإسْمَاعيلية فِي خُرَاسَان، المَشْهورة على وَجه الخُصوصِ بِوُجْهَةِ نَظَرِها الجَّدلية. وَفي وَسَطٍ اجتماعيٍّ وَفِكْريٍّ كَهَذا تَمَكَّن النَيْسَابُوريُّ مِنْ أنْ يُطَوِّرَ فِكْرَهُ الخَاصْ مَعَ اهتمامه الكبيرِ بِتَعَلُّمِ الفلسفة. وَتَكشِفُ أَعْمَالُه أَنَّهُ كانَ بَاحِثاً مُتَعَدِّدَ الاهتمامات، كَتَبَ في التَّاريخِ وَ عِلم الكَلاَمِ والعُلومِ الأُخرَوِيَة إضَافَةً إلى الأَدَبْ. إنَّ حَقِيقَة بَقَاءِ العَدِيدِ منْ أَعْمَالِه تُصَوِّرٌ لنَا اتجاهَ فِكْرِه وَمَغْزَاهٌ مِمَّا يُتيحُ لنَا فَهمَ المُعتَقَدَاتِ التي كَانَتَ سَائدةً في عصرهِ.
تَبرُزُ مِن بَينِ أَهَمِّ أَعْمَالِه ثَلاثَةٌ ذَاتٌ أَهَميَّة عَالية للتَاريخَين الفَاطميّ والإسماعيليّ: أوَّلها «استتار الإمام» عَمَلٌ تاريخيٌّ يُقَدِمُ مَعلومَاتٍ فَريدة عَن التَّاريخِ المُبْكِر لِلْحَرَكَةِ الإسْمَاعيلية وَصُعُودِ الخِلافَة الفَاطِميَّة، وَثَانيها «الرِّسَالة المُوجَزة» التي تَحْوِي عَلى عَرضٍ لِصِفاتِ وَوَاجِباتِ المُبَشِّرِ الإسماعيليّ المِثَاليّ، وَ ثَالِثُها «إثباتُ الإمَامَةِ» وَهَو تَحْليلٌ مُؤثّرٌ للمَفَاهيمِ الإسْمَاعيليةِ للإمامةِ، يَجْمَعُ بَينَ الحُجَّةِ الفَلسَفيةِ العَقْلانِيَّة وَالفِقْهِ الإسلاميّ.

## حياته

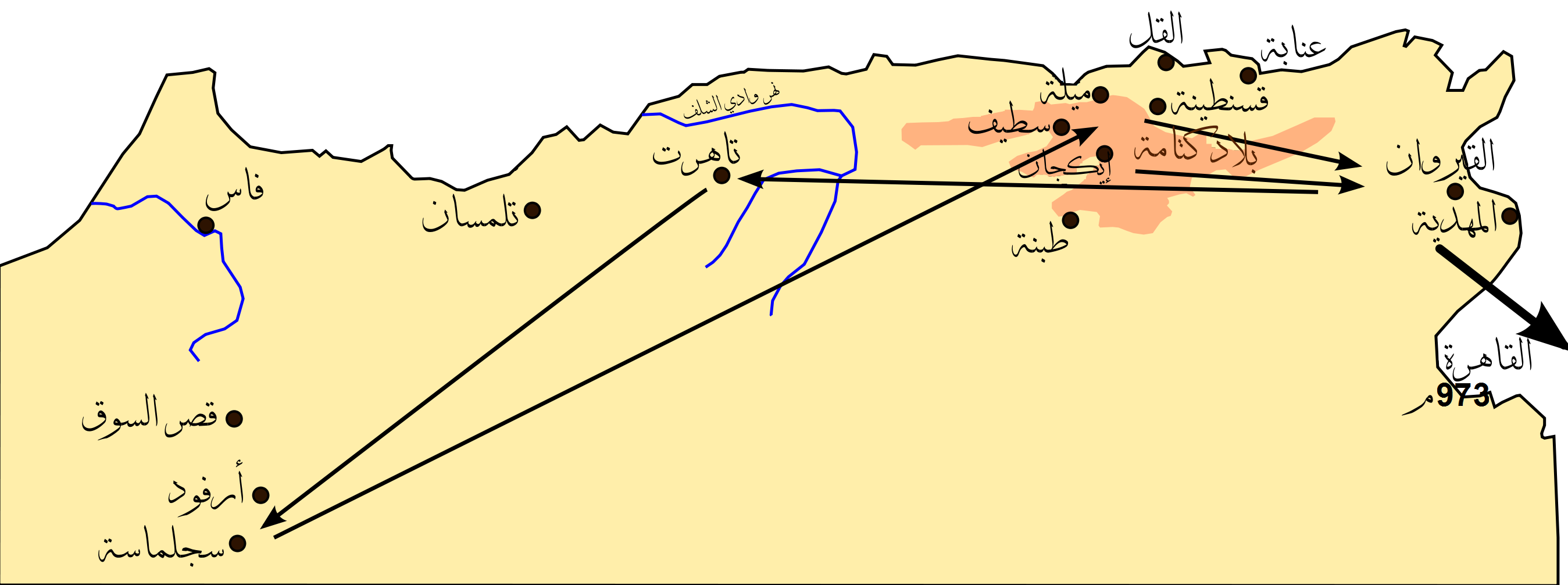
خارطة توضح التحرُّكات الإسماعيليَّة في شمال أفريقيا، والمناطق التي أُقيمت بها الدولة الفاطميَّة لاحقًا في إفريقية والمغرب.

لا يُعرف الكثير عن حياة أحمد بن إبراهيم النيسابوري، باستثناء ما أمكن استنباطه من خلال أعماله. و تكشف لنا نِسْبَته أنه أتى من نَيْسَابور، التي كانت في ذلك الوقت مَركَزًا رئيسا للنشاطات الدَّعويَّة الإسماعيليّة في خُراسَان. كان رجالٌ مِثل محمد بن أحمد النسفي البردغي المتوفى سنة 331  هـ وأبو يعقوب السجستاني بين عامي 271 – 331 هـ وحميد الدين الكرماني 375 – 411 هـ في وقت لاحق، من بين رُوَّادِ العلماء اللاهوتيين الإسماعيليين في تلك الحقبة. أظهرت الدولة السامانية تسماحًا ومرونةً كبرين تُجَاهَ الدَّعوة الاسْمَاعِيليَّة، وشهدت نيسابور آنذاك نَهْضَةً فِكْرِيَةً: - كانَ والد الفَيلَسُوف والعالم والطبيب ابن سينا قد دَخَل في الإسماعيلية - كَمَا كَانَت التقاليد الفَلْسَفية في وقتها والتي تؤكد على العقلانية واضحةً وجَلِيَةً في أَعْمَالِ النيسابوري نفسه.
وَعَلى غِرَارِ مُعَاصِريهِ حَميد الدين الكرماني، والمؤيد في الدين الشيرازي، غَادَر النَيسَابوري مدينته واسٍتَقرّ في القاهرة، عَاصِمَةِ الخِلافة الفَاطِمِيَّة، في عهد الخليفة العزيز بالله الفاطمي بين عامي 365 – 386 هـ / 975 – 996 م. وظلَّ هناك في عهد الحاكم بأمر الله الفاطمي بين عامي 386 – 411 هـ / 996 – 1021 م حيثُ تَمَّت تَوْلِيَتُه مَنصبًا دَعَوِيًّا رَفِيعِ المُسْتَوى وفي عهد الحاكم بأمر الله الفاطمي، ألّف النيسابوري أهم أعماله التي شملت عدة مواضيع في التاريخ واللاهوت والأدب.

## مؤلفاته

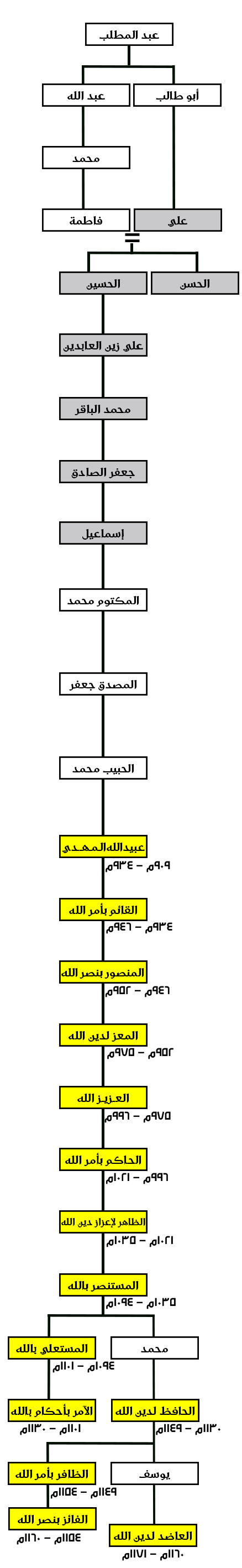
شجرة نسب الفاطميين بحسب ما هو شائع ومُتداول.

برزت ثلاثة أعمال رئيسة للنيسابوري وهي «استتار الإمام» و «الرِّسَالة المُوجَزة» التي أدرجت في عمل لاحق له، وكذلك «إثباتُ الإمَامَةِ».

### استتار الإمام
يَذْكُر كِتَابُ استتار الإمَامِ أَسْمَاء مَجْمُوعةٍ مِنَ الدُّعَاة اجْتمعوا للبَحْثِ عَنْ الإمَامِ المَسْتُور «والد عبد الله المهدي» وهم أبو غفير وأبو سَلامة وأبو الحَسَن التِرمذي وجياد الخثعمي وأحمَد بنُ المَوْصِلي وأَبو مُحمد الكُوفي وَهَؤُلاءِ جَميعًا لا نَعْرِفُ عَنْهم شَيئا. كما يُعتَبَرُ الكِتَابُ مصدرًا تاريخيًا مهمًا عن المرحلة المُبْكِرَة للحَرَكَةِ الإسْمَاعيلية، حيث أتى على ذِكرِ الانشقاق الاسماعيلي حيث فر عبيد الله المهدي من مَعْقِله في السلمية وَ رِحْلَتِه إلى بلاد المغرب حيثُ أسَّسَ الخلافة الفاطمية في عام 903  م وكان خليفتها للفترة الممتدة بين 297 – 322 هـ / 909 – 934 م. كما احتوى الكتاب أيضا على أول نسخة منشورة عن أَنْسَابِ السلالة الفاطمية، وَ التي كانت قَدْ نُشِرَت، كما يقترح المؤرخ ميخائيل بريت، كَرَدِّ فِعْلٍ عَلى البيانِ العباسيِّ «بيان بغداد» المُنَاوِئ للفاطميين والذي أصدره الخليفة العباسي محمد القاهر بالله سنة 1011م.
تّمَّ تَحرير هذا المؤلف وَنَشْرِهِ مِنْ قِبَلِ فْلادِيمِير إِيفَانوف في نَشرة لكلية الآداب بجامعة مصر «المجلد 4، الجزء 2، 1936، في الصفحات 93-107» وَقَدَّم تَرْجَمَةً إنجليزيةً عَنْوَنَها «التقاليد الإسماعيلية المتعلقة بصعود الفاطميين، لندن، مطبعة جامعة أكسفورد، 1942، في الصفحات 157-183». كما نُشر النَّصُّ العَرَبيُّ أيضاً في تَحْقِيق «أخبارِ القرامِطة» الذي أجراه المؤرخ السُّوري سُهيل زَكَّار «الطبعة الثانية، دمشق، 1982، في الصفحات 111-132».

### الرسالة الموجزة
تُعَدُّ هَذِه الرِسَالَةُ مِنَ الرَّسَائِل الإسْمَاعِيليَّة القَلِيلةِ حَوْلَ وَظَائِفِ الدَّاعِي المِثَاليّ وَصِفَاتِه، وَقَد حُفِظَت هَذِهِ الرِّسَالةُ فِي كِتَابِ «حَامد بن إبراهيم الحَامِدي [الإنجليزية] بعُنوان «تُحفَة القُلوب» حيثُ تمَّ تَدَاوُلُ هذه الرِّسَالَة بين مُجتَمَعِ الطَّيبييِّن، وخاصة البهرة الداودية، حتى يومنا هذا.
وكُتِبَت الرِّسالة هذه إِثْرَ أُفولِ الفاطميين فِي مِصر والصليحيّين في اليمن إبَّان السَّيطرة الأَيّوبِية عَلى المِنْطَقَتين وأَيضَّاً فِي إطارِ الحُروب الصَّليبية وفَترة بَقَاء الإسْماعيلية في الحقبة السِّيَاسِيّة المُضْطَرِبة آنَذَاك. كما نُشِرت طَبعةٌ مُصورةٌ مِن هذه الرِّسَالة في كِتاب فِيرِينا كلِيم بِعُنوان «مُذكرات رسالة؛ سيرة الدَّاعي الفَاطمي المُؤيد في الدِّين الشيرازي» وَطبعةٌ نقديةٌ مُترجمةٌ من قبل فِيرِينا كليم وبُوْل ووكر كمُدَوَّنة لقواعد السلوك «أُطْرُوحَة عَن آدابِ الرِّسَالة الإسْمَاعيليّة الفَاطِميَّة، لندن، 2011»

### إثبات الإمامة
يُعتبر عَمل «إثباتُ الإمَامَةِ» العَملَ اللاهوتيّ والفلسفيّ الرّئيس الذي قامَ به، حيث طبَّق فيه مبادئ الفلسفة العَقلانية والمبادئ الأفلاطُونية في دعمِ مَفَاهِيمِه اللّاهوتيّة والكَوْنِيّة. وقد كُتب في جَوٍ من الأزَمَات العَميقة التي مرّت بها الدعوة الإسْمَاعيليّة، النَّاجمَةٌ عن التَغْييرات غير المُنْتَظَمَة التي قَام بِها الخليفة الحاكم بأمر الله فِي كُلٍ مِنْ العَقيدَة وَنِظَامِ الحُكم، ويُعْتَبرُ المُحاولة الثَّانيةَ على حَدِّ تَعبيرِ بريت لإعَادة التَّأكيدِ «على ضَرورة الإيمانِ بالإمَام كَمَصْدَرٍ للمَعْرِفة وسُلطة القَانُون» جَنْبًا إلى جَنْبٍ مَعَ الأعْمَال المُعَاصِرَة لأبي الفَوَارِس أحْمَد بنُ يَعْقُوب في عَمَلِهِ «رَسَالةُ الإمَامَة» وأحمد حَمِيد الدِّين الكرمَاني في عَمَلِهِ «المَصَابيحُ فِي إثْبَات الإمَامَة»، وَ المُؤَلَّفُ السَّابقِ «تَثْبيتُ الإمَامَة» الذي كَتَبَهُ الخَليفةُ الفَاطِميُّ الثَّالثُ إسْمَاعِيل بنُ مُحمد بنُ عُبَيدِ الله المُلَقَّبِ ب المنصور بنصر الله. صدر عن دار م. غالب، بيروت سنة 1984  م، وفي طبعة نقدية مع ترجمة إنجليزية لأرزينا لالاني بعنوان «درجات التميز: رسالة فاطمية عن القيادة في الإسلام» ترجمة عربية وترجمة إلى الإنجليزية لكتاب «إثباتُ الإمَامَةِ» لِمُؤَلِّفِهِ أَحمد النيسابوري.